# Mrakowo
Mrakowo (ros. Мраково, baszk. Мораҡ) – wieś (ros. село, trb. sieło) w Rosji, w Baszkortostanie. W 2010 roku liczyła 8690 mieszkańców.